# Elblandrevolte
Die Elblandrevolte ist eine rechtsextreme und neonazistische Gruppierung, die hauptsächlich im Raum Dresden und Ostsachsen aktiv ist. Mitglieder der Elblandrevolte waren mehrfach an gewalttätigen Überfällen beteiligt, unter anderem bei einem Angriff auf den SPD-Politiker Matthias Ecke. Die Gruppe steht den Jungen Nationalisten nahe.

## Organisation und Mitglieder
Die Elblandrevolte wurde Anfang 2024 im Vorfeld des jährlich in Dresden stattfindenden rechtsextremen „Trauermarsch“ am 11. Februar gegründet. Die Gruppe entstand aus dem Umfeld der Jungen Nationalisten (JN), der Jugendorganisation der Partei Die Heimat (ehemals NPD). Häufig wird sie auch als „Stützpunkt“ oder Lokalgruppe der JN eingeschätzt. Laut dem Verfassungsschutz Sachsen hat die Elblandrevolte Stand April 2025 ein „Potenzial“ von bis zu 40 Personen. Als Anführer der Gruppe gilt der junge in Görlitz aufgewachsene Neonazi Finley Pügner.
Das Kulturbüro Sachsen und die Opferberatungsstelle RAA Sachsen registrieren seit Anfang 2024 einen deutlichen Anstieg rechtsextremer Aktivitäten und Übergriffe in der Region, wobei vor allem viele jugendliche und teilweise minderjährige Personen in Erscheinung treten. Auch die Elblandrevolte versucht hauptsächlich durch intensive Mobilisierung über soziale Medien, insbesondere TikTok, Instagram und Telegram, junge Menschen anzusprechen, und erreicht teilweise hunderttausende Klicks sowie tausende Abonnenten. Durch ein besonders radikal erscheinendes Auftreten sollen dabei Sympathisanten gewonnen werden. Laut der Zeit verlassen viele der neu angeworbenen Mitglieder die Elblandrevolte allerdings schnell wieder, wodurch der Aufbau einer langfristig aktionsfähigen Neonazigruppe derzeit verhindert werde. Die Gefahr als „Radikalisierungspipeline“ und von möglichen Gewalttaten durch permanentere Mitglieder dürfe trotzdem nicht unterschätzt werden.
Die Elblandrevolte wird seit ihrer Gründung vom sächsischen Verfassungsschutz beobachtet und als rechtsextrem eingestuft. Auch das Gemeinsame Extremismus- und Terrorismusabwehrzentrum (GETZ) von Bund und Ländern befasste sich mehrmals mit der Gruppe.
Unter Namen wie „Chemnitz Revolte“ [sic], "Pforzheim Revolte" oder „Vogtlandrevolte“ gibt es außerhalb des Dresdner Umlands Nachahmer der Gruppe, die ebenfalls durch Gewalttaten und Bedrohungen politischer Gegner auffällig werden und als JN-nah eingeschätzt werden.

## Aktivitäten
Die Elblandrevolte ist in der lokalen und deutschlandweiten rechtsextremen Szene gut vernetzt, enge Verbindungen bestehen etwa zur Hooligan-Szene von Dynamo Dresden sowie zum sogenannten „Jugendblock“ aus Bautzen.
Bei einem sogenannten „Aktivistentag“ Mitte 2025 trainierten Mitglieder der Elblandrevolte, als Gruppe einzelne Personen anzugreifen und zusammenzuschlagen.

### Teilnahme an Demonstrationen
Die Elblandrevolte beteiligt sich an Montagsdemonstrationen und rechtsextremen Aufmärschen in Görlitz, Bautzen, Dresden und Heidenau. Ebenfalls beteiligte sich die Gruppe von Juni bis September 2024 maßgeblich an Gegenveranstaltungen zu CSD-Demonstrationen in Sachsen, etwa in Dresden, Bautzen, Döbeln und Görlitz. Einige Personen der Gruppe nahmen an Demonstrationen der Freien Sachsen, der Alternative für Deutschland, der Organisation Pegida und sowohl 2024 als auch 2025 am rechtsextremen „Trauermarsch“ in Dresden teil.

### Angriff auf Matthias Ecke
Siehe auch: Europawahl in Deutschland 2024#Angriffe auf Kandidaten und Wahlkampfhelfer
Am späten Abend des 3. Mai 2024 wurde ein 28-Jähriger, der in Dresden-Striesen Wahlplakate der Grünen aufhing, von vier jungen Männern angegriffen und leicht verletzt. Er war aus Sicherheitsgründen gemeinsam mit der Lokalkoordinatorin Anne-Katrin Haubold und zwei weiteren Personen unterwegs gewesen, die Gruppe hatte sich aber aufgeteilt. Laut Haubold habe es bei dem Angriff eine klare Rollenverteilung gegeben: zwei hätten zugeschlagen, zwei abgesichert.
Wenige Minuten später wurde der SPD-Europapolitiker Matthias Ecke beim Plakatieren etwa 100 Meter entfernt von vermutlich denselben Personen attackiert. Er erlitt Knochenbrüche im Gesicht und musste operiert werden. Zwei der Angreifer bedrohten etwa eine Stunde später ein weiteres Plakatierteam der Grünen. Ein Mitglied des Teams berichtete, die Jugendlichen hätten ihnen gedroht, sie sollten ihre Plakate nicht aufhängen, sonst könne ihnen das Gleiche geschehen wie anderen an dem Abend.
Nachdem sich einer der mutmaßlichen Täter gemeinsam mit seiner Mutter zwei Tage später der Polizei stellte, konnten auch drei andere Verdächtigte identifiziert werden. Alle vier waren laut Polizeiangaben zwischen 17 und 18 Jahre alt. Gegen drei der mutmaßlichen Täter wurde Anfang 2025 Anklage erhoben, der vierte Verdächtige hatte ein Alibi. Mindestens einer der Verdächtigen war Mitglied der Elblandrevolte. Laut dem ZDF stammten die Tatverdächtigen aus bürgerlichen Verhältnissen in der Dresdner Umgebung, waren jedoch alle im Neonazi-Millieu und im Umfeld der Elblandrevolte aktiv. In der Anklage wurde der Angriff auf Ecke als Spontantat dargestellt und nicht der Elblandrevolte zugerechnet.

### Weitere Angriffe
Mitglieder der Elblandrevolte beteiligten sich Anfang 2024 an einer Zugreise von etwa 20 bis 30 jugendlichen Dresdner Neonazis nach Bautzen, um dort ein Demokratiefest zu stören. In einer Regionalbahn in der Rückrichtung wurden unbeteiligte Fahrgäste von drei 17-jährigen Mitgliedern der Gruppe derart bedroht und angegriffen, dass sie auf die Zugtoilette flüchten mussten. Bei einer darauffolgenden Durchsuchung wurden Schreckschusswaffen gefunden.
Der Anführer der Elblandrevolte, Finley Pügner, wurde schon 2023 mit zwei Attacken auf Passanten in Görlitz polizeibekannt. Ende 2024 griff eine Gruppe von fünf vermummten jungen Erwachsenen um Pügner mit Schlaghandschuhen, Pfefferspray und Pyrotechnik eine Gruppe junger Linker an. Drei Personen, unter anderem die Görlitzer Linken-Politikerin Samara Schrenk, mussten im Krankenhaus behandelt werden. Pügner musste deswegen ab Silvester wegen Verdunklungs- und Wiederholungsgefahr in Untersuchungshaft. Durch das Amtsgericht Görlitz wurde diese im März 2025 außer Vollzug gesetzt, da keine Fluchtgefahr mehr bestünde. Die Staatsanwaltschaft legte vor dem Landgericht erfolgreich Revision ein, da weiterhin Wiederholungsgefahr bestünde. Zwei Wochen nach der Freilassung wurde Pügner daraufhin wieder festgenommen und einer Justizvollzugsanstalt zugeführt. Mittlerweile wurde er wieder aus der Untersuchungshaft entlassen, hat sich laut der Zeit aber aus der Öffentlichkeit zurückgezogen, woraufhin weitere Mitglieder der Elblandrevolte zu anderen lokalen rechtsextremen Organisationen abwanderten.
Im November 2024 wurde eine Freiberger Aktivistin von einem Jugendlichen niedergeschlagen und getreten. Laut der Freien Presse stammte der Täter vermutlich aus dem Umfeld der Elblandrevolte.